# Pionier-Eiskappe
Die Pionier-Eiskappe (russisch ледник Пионер) ist ein Gletscher auf der Pionier-Insel im zu Russland gehörenden Archipel Sewernaja Semlja.
Die Eiskappe befindet sich im östlichen Teil der Insel, und ihr mit 385 m höchster Punkt stellt gleichzeitig den höchsten Gipfel der Insel dar. Die Eiskappe beginnt auf etwa 50 m Höhe und reicht nicht bis zur Küste. Es gibt keine Auslassgletscher. Die Pionier-Eiskappe hat seit ihrer Entdeckung in den frühen 1930er Jahren eine negative Massenbilanz. Bis 1953 ging ihre Fläche um 27,3 km² zurück. Bis 1988 verlor sie weitere 20 % ihrer Fläche. Die Höhe ihrer Gleichgewichtslinie (englisch equilibrium line altitude; ELA) liegt heute bei 350 m. Ihre Akkumulationszone ist deshalb nur 21 km² groß, die Ablationszone dagegen 178 km² groß. Der Gletscher verliert deshalb weiterhin massiv an Fläche und Volumen. Eine Computersimulation sagt sein Verschwinden bis zum Jahr 2160 voraus.